# Carapoia una
Carapoia una là một loài nhện trong họ Pholcidae. Loài này được phát hiện ở Brasil.